# 密茎贝母兰
密茎贝母兰（学名：Coelogyne nitida）为兰科贝母兰属下的一个种。模式标本采自印度。